# Íbex-português
O Íbex-português ou cabra-montesa (Capra pyrenaica lusitanica) é uma subespécie extinta do íbex-ibérico, que habitou as zonas montanhosas do norte de Portugal, Galiza, Astúrias e oeste de Cantábria. Em tamanho e coloração era bastante semelhante à espécie espanhola, embora as manchas pendessem mais para o castanho do que para o preto. As hastes eram notoriamente diferentes de qualquer outra subespécie Ibérica. Eram de apenas metade do comprimento das da íbex-dos-pirenéus (cerca de 50 cm), mas eram quase o dobro em largura, e, consequentemente, mais juntas na base.
Em 1992, a subspécie Capra pyrenaica victoriae foi reintroduzida na Galiza, cruzando a fronteira para Portugal e repovoando o antigo território ocupado pelo íbex-português no Gerês.

## Causas possíveis da extinção
A caça por parte do humano pode ter sido a causa da extinção. Outra razão para o rápido declínio da população, foi as doenças de gado doméstico e um número desproporcionado de machos. A última hipótese parece ser menos provável, pois os machos eram os mais caçados e avistados. Acresce também o facto de que os últimos registos visuais registados foram todos de fêmeas (na Serra do Gerês em 1892).